# DHB-Pokal 1976
Der DHB-Pokal 1976 war die zweite Austragung des Handballpokalwettbewerbs der Herren. Das Finale fand am 4. September 1976 vor etwa 1800 Zuschauern statt. Sieger des Endspiels wurde nach 1975 erneut der TSV Grün-Weiß Dankersen.

## Modus
Es gab keine Vorrundenspiele – der Finalist und die Halbfinalisten der Deutschen Meisterschaft 1976 bestritten direkt die Pokalrunde.

## Ausscheidungsspiel der Halbfinalisten
Mit 22:19 Toren zog die Mannschaft der SG Dietzenbach in das Endspiel um den DHB-Pokal ein.
| Datum | Team 1         | Team 2       | Ergebnis |
| ----- | -------------- | ------------ | -------- |
| TBA   | SG Dietzenbach | TuS Hofweier | 22:19    |

## Finale
Das Finalspiel um den DHB-Pokal wurde am 4. September 1976 zwischen dem TSV Grün-Weiß Dankersen und der SG Dietzenbach vor etwa 1800 Zuschauern in Offenbach am Main ausgetragen. Den Pokal sicherte sich zum zweiten Mal in der Vereinsgeschichte die Mannschaft vom TSV Grün-Weiß Dankersen, die das Team der SG Dietzenbach mit 13:12 besiegte.
| Datum        | Team 1                  | Team 2         | Ergebnis |
| ------------ | ----------------------- | -------------- | -------- |
| 4. Sep. 1976 | TSV Grün-Weiß Dankersen | SG Dietzenbach | 13:12    |